# NOFX
NOFX («НоЭфЭкс») — панк-группа из Лос-Анджелеса, Калифорния, образованная в 1983 году.

## Особенности творчества
NOFX являются яркими представителями «калифорнийского панк-рока», поп-панка и скейт-панка. Тексты группы, нередко саркастические и ироничные, посвящены политике, обществу, различным субкультурам, расизму, звукозаписывающей индустрии и религии.
NOFX продали более 6 миллионов записей и являются одной из самых успешных независимых групп в истории. Все записи группа распространяет собственными силами, не желая сотрудничать с крупными студиями, известными лейблами, коммерческими радиостанциями. Для этого музыканты создали собственный лейбл Fat Wreck Chords, который считается одним из самых влиятельных и известных в области независимой панк-музыки.

## История
Название группы происходит от бостонской хардкор-группы Negative FX. Иногда трактуется поклонниками, как «Без спецэффектов» (англ. no fx). Но на деле не несёт смыслового значения.
Изначально группа состояла из вокалиста и бас-гитариста Фэт Майка (настоящее имя — Майк Бёркетт), барабанщика Эрика Сэндина и гитариста Эрика Мелвина. С 1991 года вторым гитаристом и трубачом стал Эль Хефе.
Желание сколотить свою собственную группу возникло у Эрика Мелвина ещё в 1983 году. Он к тому времени уже подвязался на гитаре в одной группе, но что-то у них там не ладилось. Повстречав ударника по имени Диллон, тоже разочарованного в своей команде, Эрик решил объединить с ним усилия по созданию нового проекта. На роль басиста барабанщик привёл своего знакомого Майка Беркетта по прозвищу «толстый Майк», а на место у микрофона претендовал парень, которого звали Стив. Впрочем, этот тип умудрился прогулять несколько первых репетиций, а после того исчез и Диллон. Сиденье ударника занял приятель Майка Эрик Сандин, а петь пытались Мелвин и Беркетт. Однако первый из них не мог одновременно играть на гитаре и орать в микрофон, и потому вокальные обязанности отошли к толстяку Майку. Трио, наречённое «NoFX», принялось выступать по маленьким клубам в окрестностях Лос-Анджелеса, а вскоре записало и первую демку. Распространяли его своеобразно, разместив объявление о том, что кто пришлёт свою кассету, тот получит её обратно с записью.
Через некоторое время стали приходить отклики с просьбой выступить там-то и там-то, и в 1985 году группа отправилась в своё первое турне. По окончании гастролей Эрик Сандин уехал в свою родную Санта-Барбару, а место за ударными занял Скотт Селлерс. С ним группа совершила ещё одно турне и выпустила пару семидюймовок, «No F-X» и «So What If We’re on Mystic?», а затем вакансия ударника вновь оказалась свободной.
На пару недель эту должность занял Скотт Элдал, после чего в родную команду вернулся Сандин. Тем временем группа продолжала подыскивать себе «чистого» вокалиста, и, наконец, мечты удалось воплотить в жизнь с помощью Дэйва Аллена. Однако этому парню не повезло, и через несколько месяцев он погиб в автомобильной катастрофе. Пришлось вновь петь толстому Майку, но зато состав NoFX пополнился вторым гитаристом Дэйвом Касильясом. Касильяс участвовал в паре туров по Штатам, а также в первых европейских гастролях. В его бытность в группе были записаны пластинки Liberal Animation и P.M.R.C. Впрочем, больше игры на гитаре Касильяс любил прикладываться к бутылке, что послужило причиной его отставки. В 1989 году Дэйва Касильяса сменил Стив Кидвиллер, дебютировавший на диске S&M Airlines, но и он не стал долго задерживаться в NoFX. Спустя два года панковская жизнь Стиву порядком поднадоела, и гитарист объявил о своём уходе.
На этот раз четвёртым членом коллектива Аарон Абейта по прозвищу Эль Хефе, который помимо шестиструнки ещё играл и на трубе. В начале 1990-х годов, когда народ слушал «мейнстрим» типа Bad Religion и Offspring, NoFX выпустили антикоммерческую пластинку «White Trash, Two Heebs and a Bean». Лишь одна композиция — «Please Play This Song on the Radio» — имела мелодичный мотивчик, да и та оканчивалась потоком ругательств.
Следующий альбом, Punk in Drublic, стал самым успешным в дискографии группы и завоевал золото. В 1996 году NoFX отдали дань моде, выпустив пригранжованную пластинку Heavy Petting Zoo, но уже на следующий год вернулись к своим панковским корням с So Long & Thanks for All the Shoes. Панк-рок звучал и на релизах Pump Up the Valuum и Bottles to the Ground, после чего группа позволила себе поэкспериментировать, выпустив EP The Decline, состоявший из одного 18-минутного трека. Pump Up the Valuum стал последним альбомом NoFX, вышедшим на Epitaph Records, и в дальнейшем работы калифорнийских панков выходили на лейбле Майка Fat Wreck Chords. Основательно покопавшись в старых плёнках, в 2002 году команда выпустила сборник 45 or 46 Songs That Weren’t Good Enough To Go On Our Other Records, куда вошла лишь одна новая песня.
В том же году вместе с Rancid группа записала сплит «BYO Split Series Vol. III», а новая студийная работа, The War On Errorism, увидела свет только в 2003 году. Альбом носил ярко выраженный политический характер, а в продолжение этого толстый Майк организовал акцию «Rock Against Bush». Очередная полнометражка вышла в 2006 году, а ещё год спустя на свет появился второй официальный концертник «NoFX» — They’ve Actually Gotten Worse Live.
NOFX не появляются на MTV (кроме бразильского и ещё одного канадского музыкального канала), потому что MTV запустило в эфир их клип без ведома самой группы.
26 февраля 2021 года на лейбле Fat Mike’a Fat Wreck Chords ожидается выход нового альбома NoFX — «Single Album». Изначально группа планировала выпустить двойной альбом, однако COVID внес свои коррективы.

## Дискография

### Студийные альбомы
| Дата релиза | Название                             | Лейбл            | Продажи | Позиции в чартах   | Сертификация                |
| ----------- | ------------------------------------ | ---------------- | ------- | ------------------ | --------------------------- |
| 1988        | Liberal Animation                    | Epitaph Records  |         |                    |                             |
| 1989        | S&M Airlines                         | Epitaph          |         |                    |                             |
| 1991        | Ribbed                               | Epitaph          |         |                    |                             |
| 1992        | White Trash, Two Heebs and a Bean    | Epitaph          |         |                    |                             |
| 1994        | Punk in Drublic                      | Epitaph          |         | 12 (Heatseekers)   | RIAA: золотой CRIA: золотой |
| 1996        | Heavy Petting Zoo                    | Epitaph          |         | 63 (Billboard 200) |                             |
| 1997        | So Long and Thanks for All the Shoes | Epitaph          |         | 79 (Billboard 200) | CRIA: Золотой               |
| 2000        | Pump up the Valuum                   | Epitaph          |         | 61 (Billboard 200) |                             |
| 2003        | The War on Errorism                  | Fat Wreck Chords |         | 44 (Billboard 200) |                             |
| 2006        | Wolves in Wolves' Clothing           | Fat Wreck Chords |         | 46 (Billboard 200) |                             |
| 2009        | Coaster                              | Fat Wreck Chords |         | 36 (Billboard 200) |                             |
| 2012        | Self Entitled                        | Fat Wreck Chords |         |                    |                             |
| 2016        | First Ditch Effort                   | Fat Wreck Chords |         |                    |                             |
| 2021        | Single Album                         | Fat Wreck Chords |         |                    |                             |

### Концертные альбомы
| Дата релиза | Название                            | Лейбл            | Продажи | Позиции в чартах    | Сертификация |
| ----------- | ----------------------------------- | ---------------- | ------- | ------------------- | ------------ |
| 1995        | I Heard They Suck Live!!            | Fat Wreck Chords |         | 198 (Billboard 200) |              |
| 2007        | They've Actually Gotten Worse Live! | Fat Wreck Chords |         |                     |              |

### Мини-альбомы (EP)
| Дата релиза | Название                       | Лейбл            | Продажи | Позиции в чартах    | Сертификация |
| ----------- | ------------------------------ | ---------------- | ------- | ------------------- | ------------ |
| 1984        | Thalidomide Child              | Mystic Records   |         |                     |              |
| 1985        | NOFX                           | Mystic Records   |         |                     |              |
| 1986        | So What If We're on Mystic!    | Mystic Records   |         |                     |              |
| 1987        | The P.M.R.C. Can Suck on This! | Colossal Wassail |         |                     |              |
| 1992        | The Longest Line               | Fat Wreck Chords |         |                     |              |
| 1995        | Leave It Alone                 | Epitaph          |         |                     |              |
| 1996        | Fuck the Kids                  | Fat Wreck Chords |         |                     |              |
| 1999        | The Decline                    | Fat Wreck Chords |         | 200 (Billboard 200) |              |
| 2001        | Surfer                         | Fat Wreck Chords |         |                     |              |
| 2003        | Regaining Unconsciousness      | Fat Wreck Chords |         | 187 (Billboard 200) |              |
| 2005        | 7 of the Month Club            | Fat Wreck Chords |         |                     | {{{6}}}      |
| 2006        | Never Trust a Hippy            | Fat Wreck Chords |         | 187 (Billboard 200) |              |
| 2009        | Cokie The Clown                | Fat Wreck Chords |         |                     |              |
| 2011        | Hardcore                       | Fat Wreck Chords |         |                     |              |
| 2013        | Stoke Extinguisher             | Fat Wreck Chords |         |                     |              |
| 2016        | Hepatitis Bathtub              | Fat Wreck Chords |         |                     |              |

### Синглы
- 1992 — Liza and Louise
- 1994 — Don’t Call Me White
- 1995 — Leave It Alone
- 1995 — HOFX
- 1996 — All of Me
- 1999 — Timmy the Turtle
- 1999 — Louise and Liza
- 2000 — Pods and Gods
- 2000 — Bottles to the Ground
- 2003 — 13 Stitches
- 2012 — My Stepdad’s A Cop And My Stepmom’s A Domme
- 2012 — Ronnie & Mags
- 2013 — Xmas Has Been X’ed
- 2016 — Sid & Nancy
- 2016 — Oxy Moronic

### Сплиты
- 1988 — Drowning Roses / NOFX
- 2002 — BYO Split Series, Vol. 3
- 2010 — NoFX / The Spits — Split

### Сборники
- 1992 — Maximum RocknRoll
- 2002 — 45 or 46 Songs That Weren’t Good Enough to Go on Our Other Records
- 2004 — The Greatest Songs Ever Written (By Us)
- 2010 — The Longest EP
- 2013 — 30th Anniversary Box Set
- 2014 — Backstage Passport Soundtrack

### DVD
- 1994 — Ten Years of Fuckin' Up
- 2009 — Backstage Passport
- 2012 — The Decline Live
- 2015 — Backstage Passport 2

### Клипы
- 1988 — «Shut Up Already»
- 1988 — «Mr. Jones»
- 1989 — «S&M Airlines»
- 1992 — «Stickin' In My Eye»
- 1993 — «Bob»
- 1994 — «Leave It Alone»
- 1996 — «I Wanna be an Alcoholic»
- 2003 — «Franco Un-American»
- 2006 — «Seeing Double At The Triple Rock»
- 2009 — «Cokie the Clown»
- 2010 — «Everything in Moderation (Especially Moderation)»
- 2012 — «Xmas Has Been X’ed»
- 2016 — «Oxy Moronic»
- 2020 — I Love You More Than I Hate Me
- 2020 — «Linewleum»

### Мемуары
- NOFX: The Hepatitis Bathtub and Other Stories, Hachette Books, NOFX, Jeff Alulis, 2016